# コンクリートポンプ車

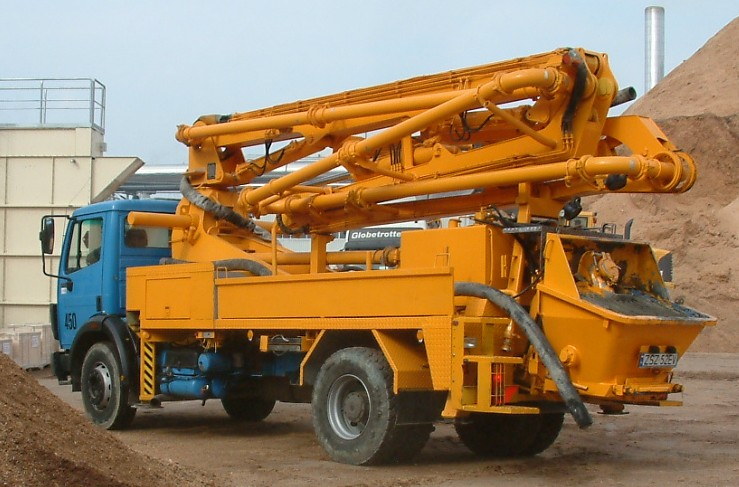
コンクリートポンプ車（ブームを折りたたんだブーム車）

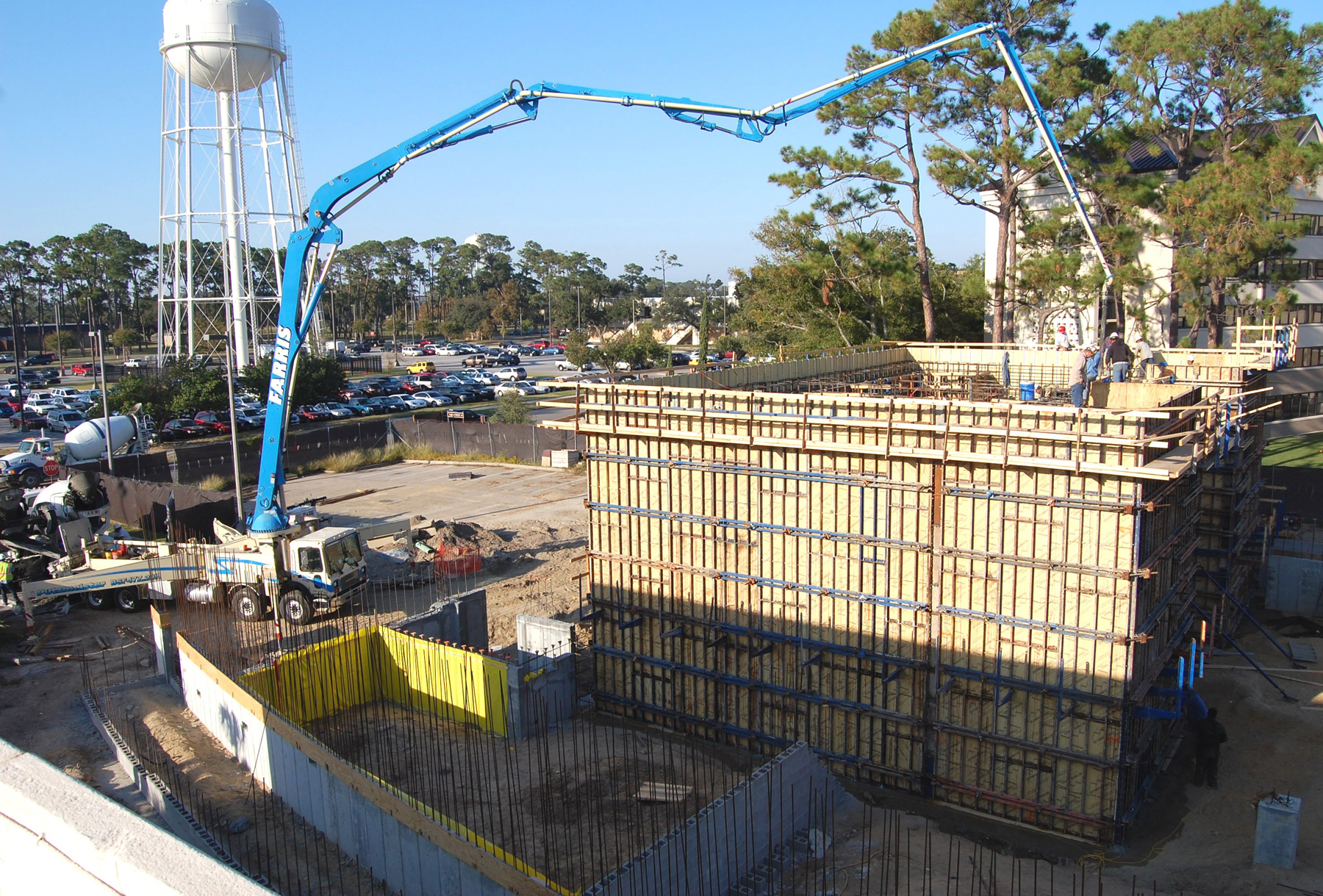
コンクリートポンプ車（ブームを伸長したブーム車

コンクリートポンプ車（コンクリートポンプしゃ、英語：concrete pumping truck）は、建築現場においてコンクリート圧送に使用される建設機械。コンクリート作業車ともいう。
コンクリートポンプをトラックに架装したもので、主に工場で製造されてトラックミキサにより施工現場に輸送されたフレッシュコンクリート（レディーミクストコンクリート（生コン））を、PTOポンプで発生させた油圧力を用いて、型枠まで輸送する用途に使用される。

## コンクリートポンプ車の種類

### ブーム車

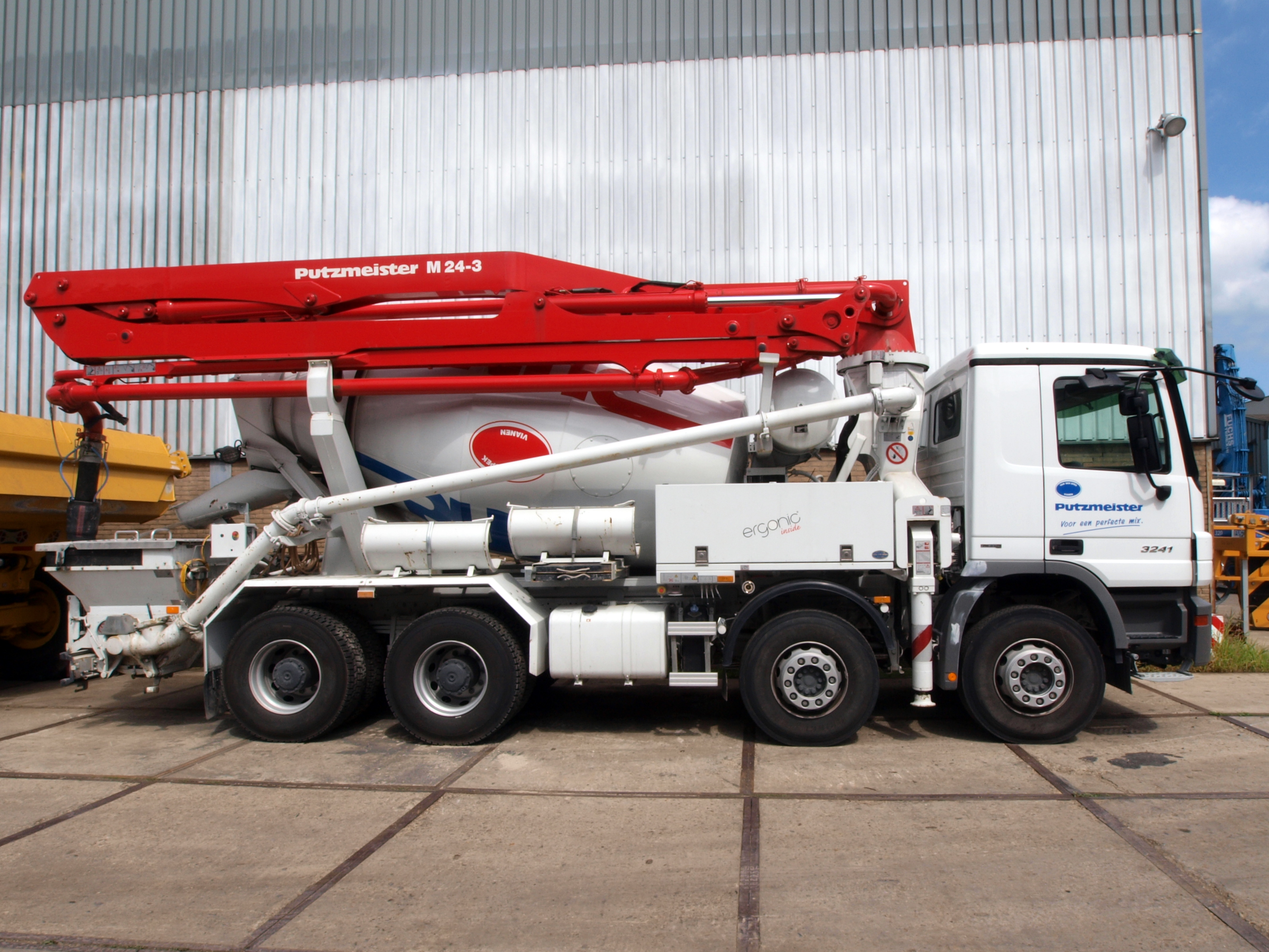
ブームを備えたトラックミキサ

ブーム車とは、フレッシュコンクリートを離れた場所に圧送するために輸送管のついた折りたたみ式のブームを架装したタイプのコンクリートポンプ車のことである。ブームの最大作業高さは2t車で11m、3t車で14～17m、4t車で16～18m、8t車で21～26m、GVW22t車で33m、GVW25t車で36m程度である。世界的には、トラックミキサの車体にコンクリートポンプも装備した機種や、ブームの作業高さが60mを上回る大型機種も実用化されている。現在の主流は折りたたみ式4段ブームである。このブームの存在により、高所等、配管を使ったフレッシュコンクリートの輸送が難しい場所への圧送が比較的容易に可能となる。車両の安定を保つ目的でアウトリガーと呼ばれる張り出し脚を使用するため、設置に必要な面積が広いというデメリットもある。またフレッシュコンクリートの移動・ブームや車体の動揺・風の影響などによって負荷が常に変動し、操作時の応答性（鋭敏過ぎるとスムーズに操作しづらく、遅過ぎると作業性が悪い）やブーム自体の軽量化（軽過ぎるとしなりやすく、丈夫過ぎると車重が増す）も考慮に入れねばならないため、作業時のブーム先端のブレをいかに抑制するかが設計上の要点となる。

### 配管車
配管車とは、ブームを持たないポンプから直接配管を敷設し、フレッシュコンクリートを圧送するタイプのコンクリートポンプ車のことである。自走式・トレーラー式・定置式の各種があり、いずれも設置に場所を取らないというメリットがある。また、ブームを架装していない分車高が低いため、高さに制限がある場所への進入が可能であるというメリットもあり、ブーム車が主流となっている中でも稼働の場所は残されている。最近は都会の超高層建築物や山奥の砂防堰堤、鉄塔基礎などの現場で超高圧仕様の配管車も使われている。

## コンクリートポンプの種類
コンクリートポンプには、スクイーズ式とピストン式の2種類がある。

### スクイーズ式
ポンピングチューブと呼ばれる円筒形の筒を、油圧モーターで駆動する回転式のローラーで絞ることにより、チューブ内のフレッシュコンクリートを送り出すタイプのポンプ。国産化の際に技術提携した会社名（アメリカのチャレンジクックブラザーズ社）から「チャレンジ式」とも呼ばれる。比較的圧送能力は低いため、建築現場において使用される。2t～8t車に架装されることが多い。

### ピストン式
往復式の油圧ピストンにより、フレッシュコンクリートを連続的に吸入・吐出して押し出すタイプのポンプ。一般的には圧送ピストンが二本並列に置かれ、交互に押し引きさせることで連続吐出を行う。圧送能力に優れ、高強度（高粘度）のフレッシュコンクリートでも輸送が可能である。主に4t車～GVW25t車以上に架装される。

## 災害支援の例
ナホトカ号重油流出事故
スクイーズ式のポンプを逆転させて漂着した重油を回収した。
福島第一原子力発電所事故
燃料棒冷却のための放水活動で使用された。

## 操作に必要な資格

### 日本
日本でコンクリートポンプ車を操作するには、車両系建設機械（コンクリート打設用）の作業装置の操作の業務に係る特別教育を修了していることが必須要件となる。この資格は重量無制限であるため、どのようなコンクリートポンプ車でも操作可能である。これとは別に該当車種（8ナンバー）の運転免許も必要である。
コンクリートポンプの操作には上記資格（講習）が最低限必要であるが、他にコンクリート圧送施工技能士（1級、2級）、登録コンクリート圧送基幹技能者、登録コンクリート圧送基幹技能者 などの資格がある。
現場によっては1級圧送技能士でないと操作をしてはいけないなど規制している現場も多くなってきた。

## メーカー
- 日本
  - 岩田商会
  - 加藤製作所（旧KATO HICOM）
  - 極東開発工業
  - 日工ダイヤクリート
  - シンテック
- ドイツ
  - プツマイスター
  - シュビング
- 中国
  - ZOOMLION
  - 三一重工[注 1]